# Sauber C14
El Sauber C14 fue el coche de Fórmula 1 con el que el equipo Sauber compitió en la temporada 1995 de Fórmula 1. El asiento número 29 lo ocupó inicialmente el piloto austriaco Karl Wendlinger, mientras que el asiento número 30 lo ocupó el alemán Heinz-Harald Frentzen. Sin embargo, Wendlinger tuvo un desempeño inferior y fue reemplazado por el francés Jean-Christophe Boullion durante la mayor parte del resto del año. El piloto de pruebas del equipo fue el argentino Norberto Fontana. El coche estaba propulsado por un motor Ford ECA Zetec-R 3.0 V8.

## Descripción general
El coche se lanzó y corrió en las primeras carreras de la temporada con un distintivo morro estrecho y caído. En el GP de San Marino, esto fue reemplazado por un morro elevado más convencional que llevaba el alerón delantero debajo sobre soportes gemelos. Por lo tanto, el coche se convirtió en un centrocampista de F1 de mediados de la década de 1990, aunque se destacó por ser el único coche de F1 de 1995 que presentaba los lados de la cabina elevados (lo que sería obligatorio a partir de 1996) y por lograr el primer podio de Sauber en F1 con Frentzen tercero en Italia.

## Livery
El C14 presentaba una decoración azul marino oscuro con el patrocinio principal de la marca austriaca de bebidas energéticas Red Bull. A pesar de funcionar con combustible Castrol, Petronas era sólo el patrocinio del equipo y utilizaría combustibles y lubricantes a partir de la temporada 1996 en adelante. Se añadió a partir del Gran Premio de Mónaco.

## Resultados
(Clave) (negrita indica pole position) (cursiva indica vuelta rápida)

| Año     | Motor   | Neu. | N.º | Pilotos                  | 1   | 2   | 3   | 4   | 5   | 6   | 7   | 8   | 9   | 10  | 11  | 12  | 13  | 14  | 15  | 16  | 17  | Puntos | Pos. |
| ------- | ------- | ---- | --- | ------------------------ | --- | --- | --- | --- | --- | --- | --- | --- | --- | --- | --- | --- | --- | --- | --- | --- | --- | ------ | ---- |
| 1995    | Ford V8 | G    |     |                          | BRA | ARG | SMR | ESP | MON | CAN | FRA | GBR | GER | HUN | BEL | ITA | POR | EUR | PAC | JPN | AUS | 18     | 7.º  |
| 1995    | Ford V8 | G    | 29  | Karl Wendlinger          | Ret | Ret | Ret | 13  |     |     |     |     |     |     |     |     |     |     |     | 10  | Ret | 18     | 7.º  |
| 1995    | Ford V8 | G    | 29  | Jean-Christophe Boullion |     |     |     |     | 8   | Ret | Ret | 9   | 5   | 10  | 11  | 6   | 12  | Ret | Ret |     |     | 18     | 7.º  |
| 1995    | Ford V8 | G    | 30  | Heinz-Harald Frentzen    | Ret | 5   | 6   | 8   | 6   | Ret | 10  | 6   | Ret | 5   | 4   | 3   | 6   | Ret | 7   | 8   | Ret | 18     | 7.º  |
| Fuente: |         |      |     |                          |     |     |     |     |     |     |     |     |     |     |     |     |     |     |     |     |     |        |      |